# Partage successoral judiciaire
En France, si tous les héritiers ne parviennent pas à se partager les biens d'un défunt via un partage amiable, l'un d'entre eux peut lancer une procédure de partage successoral judiciaire, pour sortir de l'indivision. Il saisit un tribunal, qui va ordonner le partage, éventuellement en séparant le patrimoine par lots, avec versement de soultes lorsque leur valeur diffère. Le juge tient compte des avances sur héritage reçus par certains des héritiers.
Le demandeur doit assigner les autres héritiers devant le tribunal. Si le problème posé est simple, le juge ne désigne pas de notaire. C'est l’article 840 du Code civil qui prévoit que le partage est fait en justice, lorsque l'un des indivisaires refuse de consentir au partage amiable, ou s'il s'élève des contestations sur la manière d'y procéder. La demande en partage devant être effectuée devant le Tribunal de Grande Instance, la représentation par un avocat est obligatoire
Le partage successoral judiciaire peut permettre de tenir compte des dettes que certains héritiers n'ont pas remboursées, ainsi que des dons effectués en avance d'héritage, appelée en droit "avance d'hoirie", ce qui est le cas de tous les dons importants à un héritier, sauf lorsque le donataire a précisé le contraire. Afin de s'assurer qu'un héritier n'a pas trop reçu, les montants des donations effectuées du vivant de la personne décédée sont fictivement ramenés à l'actif. En droit, on parle de "rapport à la succession". Si ce calcul permet de déterminer qu'un héritier a effectivement trop reçu, on procédera à la réduction de sa part. Le partage réunit ainsi les biens existants au jour du décès et les restitutions successorales (libéralités rapportables et indemnités de réduction). L'égalité entre héritiers se rétablit alors au décès.
L'article 860 du Code civil prévoit que le "rapport à la succession" tient compte de l'évolution de la valeur du bien : le juge ajoutera l'écart entre cette valeur au moment de la donation et celle au moment du partage. Ainsi, la loi tient donc compte de la moins-value ou de la plus-value acquise par le bien, mais si une partie de cette moins-value ou plus-value est imputable à l'héritier, par exemple s'il a agrandi une maison, il n'en est pas tenu compte pour le rapport. Si, avant le décès du donataire, l'héritier a racheté un autre bien avec le produit de la cession, c'est la valeur de ce bien au moment du décès qui sera rapportée (au prorata du montant réinvesti).
L’article 843 du Code civil inclut les dons indirects. Il précise que :

« Tout héritier, même ayant accepté à concurrence de l’actif, venant à une succession, doit rapporter à ses cohéritiers tout ce qu’il a reçu du défunt, par donations entre vifs, directement ou indirectement ; il ne peut retenir les dons à lui faits par le défunt, à moins qu’ils ne lui aient été faits expressément hors part successorale. Les legs faits à un héritier sont réputés faits hors part successorale, à moins que le testateur n’ait exprimé la volonté contraire, auquel cas le légataire ne peut réclamer son legs qu’en moins prenant. »

Il convient d’ailleurs, dans la demande en partage judiciaire, d’établir qu’un partage amiable a été tenté avant de recourir au partage judiciaire. À tout moment, les copartageants peuvent abandonner la procédure judiciaire et poursuivre le partage à l'amiable si les conditions sont réunies.